# There's Something Painful About the Pearls
There's Something Painful About the Pearls je drugi studijski album slovenske alternativne rock skupine All Strings Detached. Izdan je bil 22. aprila 2017 pri Založbi Radia Študent. V časopisu Delo je bil predstavljen kot album tedna.

## Kritični odziv
Za Rockline je Aleš Podbrežnik v recenziji zapisal: "Novi album učinkovito poglablja, neguje in razširja izpoved studijskega prvenca. Na moč pristno, posebno in edinstveno. Al Strings Detached ostajata z novim albumom še naprej čvrsto v sedlu avtorsko ustvarjalne biti artizma s katerim silno spretno rokujeta in se v njem tudi najudobneje počutita." V recenziji Veljka Njegovana pa je bilo v Mladini o albumu zapisano:  "Devet skladb, izraženih z očarljivimi vokali ter minimalistično in hkrati učinkovito glasbeno kuliso."
Na Radiu Študent je bil album uvrščen na 10. mesto, na portalu 24ur.com pa na 16. mesto najboljših slovenskih albumov leta.

### Priznanja
| objava        | uvrstitev | seznam                        |
| ------------- | --------- | ----------------------------- |
| Radio Študent | 10.       | Naj domača tolpa bumov 2017   |
| 24ur.com      | 16.       | Top 20 domačih albumov (2017) |

## Seznam pesmi
Vse pesmi sta napisali Jana Beltran in Vesna Godler.
| Št. | Naslov              | Dolžina |
| --- | ------------------- | ------- |
| 1.  | „I Feel‟            | 4:18    |
| 2.  | „Wait‟              | 6:03    |
| 3.  | „Superwoman‟        | 3:46    |
| 4.  | „In the Night‟      | 5:41    |
| 5.  | „What to Do‟        | 3:52    |
| 6.  | „It's Been a While‟ | 5:49    |
| 7.  | „Move On‟           | 4:28    |
| 8.  | „Loverboy‟          | 8:00    |
| 9.  | „Parallel World‟    | 7:38    |

## Zasedba
All Strings Detached
- Jana Beltran — vokal, akustična kitara, električna kitara
- Vesna Godler — vokal, bas kitara, bobni

Tehnično osebje
- Vlado Lešnjak — snemanje, miksanje, produkcija
- Chris Potter — mastering (Electric Mastering Studio, London)
- Nuša Stanojevič Suwa — oblikovanje
- Sašo Rožič — fotografija